# Hillandale
Hillandale és una concentració de població designada pel cens dels Estats Units a l'estat de Maryland. Segons el cens del 2000 tenia 3.054 habitants.

## Demografia
Segons el cens del 2000, Hillandale tenia 3.054 habitants, 1.087 habitatges, i 846 famílies. La densitat de població era de 950,9 habitants/km².
Dels 1.087 habitatges en un 27,3% hi vivien nens de menys de 18 anys, en un 66,1% hi vivien parelles casades, en un 7,7% dones solteres, i en un 22,1% no eren unitats familiars. En el 16,9% dels habitatges hi vivien persones soles el 7,9% de les quals corresponia a persones de 65 anys o més que vivien soles. El nombre mitjà de persones vivint en cada habitatge era de 2,8 i el nombre mitjà de persones que vivien en cada família era de 3,13.
Per edats la població es repartia de la següent manera: un 20% tenia menys de 18 anys, un 7,1% entre 18 i 24, un 25,1% entre 25 i 44, un 29,1% de 45 a 60 i un 18,6% 65 anys o més.
L'edat mediana era de 44 anys. Per cada 100 dones de 18 o més anys hi havia 95,1 homes.
La renda mediana per habitatge era de 75.650 $ i la renda mediana per família de 88.802 $. Els homes tenien una renda mediana de 46.107 $ mentre que les dones 36.724 $. La renda per capita de la població era de 27.861 $. Entorn de l'1,1% de les famílies i el 3,3% de la població estaven per davall del llindar de pobresa.

## Poblacions més properes
El següent diagrama mostra les poblacions més properes.